# Desquite
Desquite é um termo do direito que era usado para designar as separações matrimoniais antes da instituição do divórcio. Equivale à atual separação, na qual ocorre a separação dos cônjuges e de seus bens, mas não ocorre a dissolução do vínculo matrimonial.